# Olimpíada Brasileira de Neurociências

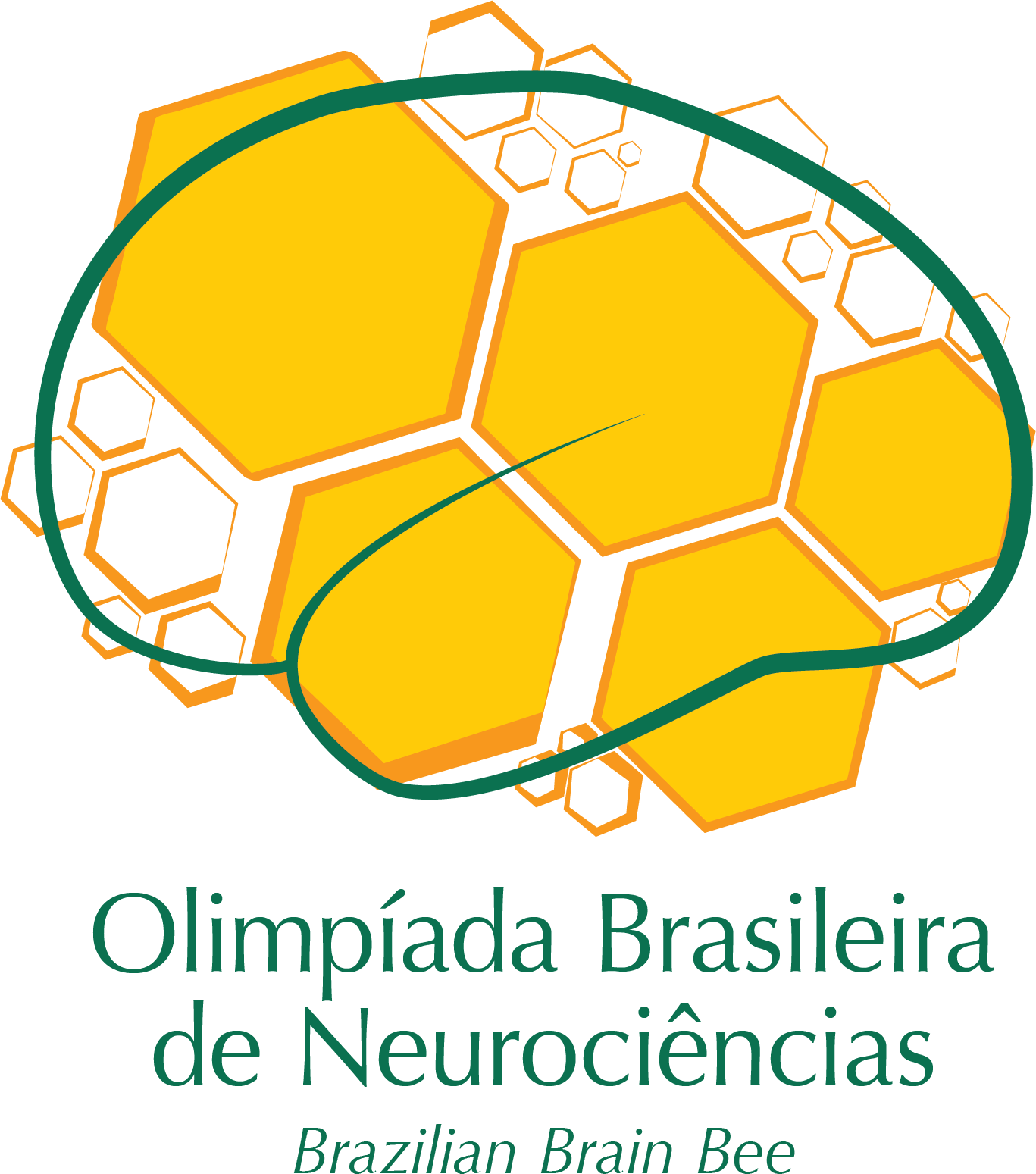
Logo da Olimpíada Brasileira de Neurociências - Brazilian Brain Bee

A Olimpíada Brasileira de Neurociências (OBN) ou Brazilian Brain Bee (BBB) en-US é uma competição científica para estudantes do ensino básico. Seu objetivo é motivar os jovens a aprenderem sobre as ciências que estudam sistema nervoso e despertar vocações nas áreas de ciências humanas, tecnológicas e biológicas que estudam ou interagem com as neurociências tanto ao nível básico como clínico. Além da competição, são desenvolvidos materiais de divulgação científica, cursos, vídeos, apostilas e demais conteúdos sobre neurociências, todos divulgados abertamente. 
No Brasil, as competições de neurociências foram instituídas no ano de 2013, a partir da iniciativa do Dr. Alfred Sholl-Franco e da montagem de um comitê nacional no Núcleo de Divulgação Científica e Ensino de Neurociências (NuDCEN), do Instituto de Biofísica Carlos Chagas Filho (IBCCF), Universidade Federal do Rio de Janeiro (UFRJ), com o apoio desta instituição de ensino superior e da organização não governamental (ONG) Organização Ciências e Cognição (OCC). O Comitê Nacional é composto pelo Dr. Alfred Sholl Franco, João Vítor Galo Esteves e Aliny dos Santos Carvalho.
A Competição é organizada em três fases: local, nacional e internacional. As etapas locais são as primeiras fases das Olimpíadas de Neurociências e são classificatórias para as outras etapas. No Brasil, as etapas locais são realizadas através de duas estratégias: competições organizadas pelos comitês locais ou organizadas pelo comitê nacional, mas aplicadas pelas células descentralizadas. O aluno precisa escolher uma das duas opções de competição para participar da fase local, de acordo com a disponibilidade em sua região. O candidato deve ser vencedor em uma das etapas locais para participar da nacional, cujo vencedor representará o Brasil na International Brain Bee.
A OBN é uma organização não lucrativa financiada principalmente por contribuições, mas também ajudada e/ou apoiada por parceiros que incluem a Organização Ciências e Cognição (OCC), Conselho Nacional de Desenvolvimento Científico e Tecnológico (CNPQ), a Sociedade Brasileira de Neurociências e Comportamento (SBNeC), a Organização Internacional de Investigação do Cérebro (IBRO), Society for Neuroscience (SfN) e muitas faculdades, universidades, fundações, museus, hospitais, bibliotecas, institutos, sociedades e empresas. Diferentes organizações podem sediar o Campeonato da OBN e suas convenções anuais, conforme disponibilidade. 

## Comitês Locais em atividade
| Comitê Local                     | Instituição Responsável                            | Contato       |
| -------------------------------- | -------------------------------------------------- | ------------- |
| Belém (PA)                       | Universidade Federal do Pará - UFPA                | []            |
| Grande Dourados (MS)             | Universidade Federal da Grande Dourados - UFGD     | []            |
| Rio de Janeiro e Grande Rio (RJ) | Universidade Federal Fluminense - UFF              | [], Instagram |
| São Fidélis (RJ)                 | Faculdade São Fidelis/CENSUPEG                     | []            |
| Campos dos Goytacazes (RJ)       | Instituto Gama Medicina Personalizada e Interativa |               |
| Ribeirão Preto (SP)              | Universidade de São Paulo - USP                    | []            |
| São Paulo (SP)                   | Hospital Israelita Albert Einstein                 | []            |
| Muriaé (MG)                      | Fundação Cristiano Varella                         | []            |
| Joinville (SC)                   | CENSUPEG                                           | []            |
| Porto Alegre (RS)                | Universidade Federal do Rio Grande do Sult         |               |
| Santa Maria (RS)                 | Universidade Federal de Santa Maria - UFSM         |               |